# Sekiro: Shadows Die Twice
Sekiro: Shadows Die Twice és un videojoc d'acció i aventura desenvolupat per FromSoftware i distribuït per Activision. El joc va ser publicat el 22 de març de 2019 en les plataformes PlayStation 4, Xbox One i Microsoft Windows. El joc segueix a un shinobi del període Sengoku conegut com a Llop el qual intenta obtenir venjança d'un clan Samurai que el va atacar i segrestar al seu senyor. El joc ha rebut una aclamació universal per part de la crítica, que comunament ha comparat i contrastat amb la saga de Souls, també fets per FromSoftware. En els deu dies següents al seu llançament, el joc ha venut unes dos milions de còpies arreu del món.

## Disseny i jugabilitat
Sekiro: Shadows Die Twice és un joc d'acció i aventura jugat des d'una visió en tercera persona. Comparat amb la saga Souls, creada per la mateixa companyia FromSoftware, el joc es caracteritza per tenir menys elements de joc de rol, no hi ha personalització del personatge i tampoc hi ha l'habilitat d'anar pujant de nivell les diferents estadístiques, a més de no tenir elements multijugador. Tanmateix, inclou l'actualització d'equips, un arbre d'habilitats i una personalització d'habilitats límitada. En lloc d'atacar per reduir els punts de vida de l'enemic, el combat a Sekiro gira el voltant de fer servir una katana per atacar la postura i equilibri de l'enemic, que al final, degudament, et permet projectar el cop final per així acabar amb ell.
El joc també introdueix elements de sigil, permetent als jugadors eliminar immediatament alguns enemics si no són detectats. A més, el personatge del jugador té l'habilitat de fer servir diverses eines per ajudar-se amb el combat i l'exploració, tal com un ganxo. Si el personatge del jugador es mor, hi ha l'opció de ser reviscut al mateix lloc si es té poder de resurrecció, el qual es restaurat derrotant enemics, en lloc de reviure als punts de reaparició del principi.

## Trama
El joc té lloc en un regne imaginat del període Sengoku, Japó, a la darreria del segle xvi, el senyor de la guerra Isshin Ashina va protagonitzar un sagnant atac per apoderar-se de la terra d'Ashina. Durant aquest temps, un orfe sense nom és adoptat per un shinobi errant anomenat Ukonzaemon Usui, conegut per molts com a Mussol, qui va anomenar al noi Llop i el va entrenar pels camins d'un shinobi.
Dos dècades després, el clan Ashina es troba a la vora de l'ocàs degut a la combinació de que els vells Isshin havien caigut malalts i que els enemics els van tancar en banda. Desesperat per salvar al seu clan, el net d'Isshin, Genichiro, va buscar al Diví Hereu Kuro per així poder utilitzar «L'herència del Drac» i crear un exèrcit immortal. Llop, ara un shinobi complet i guardaespatlles personal de Kuro, perd el braç esquerre tractant d'aturar Genichiro. Com que va rebre la sang de drac de Kuro tres anys enrere, Llop aconsegueix sobreviure a les ferides i es desperta en un temple abandonat. Al temple, coneix l'Escultor, un shinobi format anomenat Sekijo qui ara talla estàtues de Buddha, Llop es troba amb que el braç que li faltava ha estat reemplaçat per una pròtesi shinobi, un sofisticat braç artificial que pot tenir un munt d'aplicacions.
Amb la pròtesi shinobi, Llop assalta el castell d'Ashina i s'enfronta a Genichiro un altre cop, derrotant-lo, tot i que aconsegueix escapar-se bevent l'aigua rejovenidora, que és una replica feta per l'home de la sang del drac. Malgrat tenir l'oportunitat de marxar per sempre d'Ashina, Kuro decideix quedar-se i realitzar el ritual de la «separació immortal», que eliminaria la seva herència de drac i previndria a qualsevol altre de lluitar amb ell per obtenir la immortalitat. Llop es compromet a ajudar Kuro i es dirigeix a les zones del voltant del castell per així recol·lectar tots els components necessaris pel ritual, incloent una espasa especial que pot acabar amb els immortals coneguda com a Fulla Mortal. Quan Llop retorna, es troba amb Mussol, que es pensava que havia estat assassinat fa tres anys. Mussol revela que ell també busca l'herència del drac de Kuro i ordena Llop a renunciar a la seva lleialtat cap a Kuro.
A Llop, doncs, se li presenta l'opció de seguir Mussol i trair Kuro o mantenir-se lleial a Kuro. Si Llop escull el bàndol de Mussol, es veu forçat a lluitar contra Emma, un doctor en servei a Isshin, i Isshin mateix. Un cop derrotats, Llop apunyala Mussol a l'esquena mentre que Kuro, horroritzat, s'adona de que Llop ha estat corromput per la set de sang i la caiguda del camí de Shura. Es diu llavors que un dimoni ha vagat per aquestes terres durant molts anys massacrant moltes persones.
Si Llop escull el bàndol de Kuro, Llop lluita contra Mussol i el mata. Llavors fa servir els objectes que ha reunit per entrar al Palau del Manantial. Llop, llavors, entra al Regne Diví, on lluita contra el Drac Diví per obtenir les llàgrimes de la separació immortal. Retornant cap el castell d'Ashina, Llop descobreix que ha estat atacat pel Ministeri de l'Interior i es informat per l'Emma que Kuro ha fugit a través d'un passatge secret. Llop troba Kuro malferit i Genichiro, aquest empunyant una segona Fulla Mortal. Genichiro repta Llop a un combat final. Després de la seva derrota, es sacrifica si mateix per retornar Isshin a la vida, qui recentment havia mort per la seva malaltia, a l'altura del seu poder. A pesar que Isshin esta al bàndol de Llop i Kuro, honra el sacrifici de Genichiro i escull triar lluitar contra Llop.
Després de derrotar d'Isshin, el jugador pot escollir entre tres finals diferents, depenent sobre el que li donem a Kuro. El final estàndard és «separació immortal». Llop li dona a Kuro les llàgrimes de drac i separa els seus llaços del Drac Diví. Aquest procés acaba matant Kuro, mentre que Llop esdevé el següent escultor i acaba la seva vida com a shinobi. Al final «purificació», Llop aconsegueix salvar Kuro al cost de la seva pròpia vida. I per acabar, al final «retorn», es obtingut ajudant el Nen Diví de les Aigües Rejovenidores a completar el ritual per retornar el poder del Drac Diví al seu lloc de naixement a l'oest. El cos del Kuro es mor però el seu esperit és transferit al cor del Nen Diví. Llop segueix sent un shinobi i tria viatjar amb el Nen Diví en el seu viatge cap a l'oest.

## Desenvolupament
El desenvolupament de Sekiro va començar el 2015, després de la finalització del DLC per Bloodborne, The Old Hunters. El joc va ser revelat a través d'un breu tràiler durant l'event The Game Awards de 2017, mostrant el lema «Shadows Die Twice». Posteriorment, va ser anunciat el seu títol oficial, Sekiro: Shadows Die Twice, en la conferencia de Microsoft a la E3 de 2018. El joc és dirigit per Hidetaka Miyazaki de l'estudi japonès FromSoftware, coneguts principalment com a creadors de la saga Souls i Bloodborne. El joc va ser publicat per Activision a arreu del món, amb FromSoftware autopublicant-lo al Japó i Cube Game publicant-lo en la regió d'Àsia-Pacífic. La banda sonora del Sekiro va ser composta per Yuka Kitamura, amb algunes contribucions de Noriyuki Asakura. La data de publicació del joc es va confirmar durant la Gamescom de 2018, fixant-la el dia 22 de març de 2019 per les plataformes de PlayStation 4, Xbox One i Windows. El mateix dia també es va publicar l'edició col·leccionista que inclou una caixa metàl·lica, una figura del protagonista, un llibre d'art, un mapa del món del joc, un codi de descàrrega de la banda sonora i tres fitxes que repliquen els diners utilitzats en el joc.
Sekiro s'inspira en els jocs d'acció-sigil com Tenchu que va ser parcialment desenvolupat per FromSoftware. El equip en un primer moment va considerar desenvolupar el joc com una seqüela de Tenchu, però com aquesta idea ja ha sigut explotada prèviament per altres estudis van optar per portar el projecte en una altra direcció. Miyazaki va voler intentar capturar la sensació de «xoc d'espases» en el sistema de combat, amb els lluitadors intentant aconseguir el moment per assestar el cop final a l'enemic. Ell i l'equip han creat el joc per ser una experiència totalment d'un sol jugador, ja que creien que el multijugador tenia limitacions que volien evitar. El subtítol «Shadows Die Twice» en un primer moment estava destinat a ser usat per l'avenç del tràiler fins que Activision va proposar mantenir-lo pel nom final. A pesar que el joc va tenir lloc en l'època Sengoku de la història real del Japó, no hi ha gent ni localitzacions històriques reals dintre del joc.

## Rebuda
Sekiro: Shadows Die Twice a tingut una molt bona «rebuda universal» d'acord amb l'agregador Metacritic.
Altres pàgines web d'anàlisis de videojocs també van presentar crítiques positives a Destructoid, Electronic Gaming Monthly, Eurogamer, Famitsu, Game Informer, GameSpot, GamesRadar, IGN, Official Playstation Magazine (UK), PC Gamer (UK), PC Gamer (US), USgamer, Videogamer.com i Hobbyconsolas.

### Vendes
El dia de publicació, Sekiro va tenir 108.000 jugadors a Steam, la dada més alta per un joc llançat durant gener-març de 2019, i la tercera més alta per qualsevol joc japonès en l'historia de la plataforma, únicament superat per Monster Hunter: World i Dark Souls III. Va arribar a 125.000 jugadors a Steam, on ha sigut el quart joc més jugat.
A la setmana de debut, Sekiro va estar a dalt de les llistes del Regne Unit, Europa, Orient Mitjà, Àfrica i Àsia, superant a Tom Clancy's The Division 2. Al Japó, el joc va debutar al principi amb 157.548 còpies venudes en el seu primer cap de setmana. En els deu dies següents de llançament més de dos milions de còpies han estat venudes arreu del món.